# Sachiko Morisawa
Sachiko Morisawa (jap. 森沢幸子 Morisawa Sachiko); ur. 1945 – japońska tenisistka stołowa, trzykrotna mistrzyni świata. 
Jest czterokrotną medalistką mistrzostw świata. Największy sukces odniosła w 1967 w Sztokholmie zostając trzykrotną mistrzynią świata (w singlu, deblu i drużynowo). Jest drużynową mistrzynią Igrzysk Azjatyckich 1966 oraz dwukrotną mistrzynią Azji z 1967 roku (w deblu i drużynowo).